# Mezilat
U hemiji, mezilat je svaka so ili estar metansulfonske kiseline (CH3SO3H). U solima, mezilat je prisutan kao CH3SO3− anjon. Pri modifikovanju međunarodnog nezaštićenog naziva farmaceutske supstance koja sadrži grupu ili anjon, korektan naziv je mezilat (npr. imatinib mezilat, mezilatna so imatiniba).
Mezilatni estri su grupa organskih jedinjenja koja imaju zajedničku funkcionalnu grupu sa opštom strukturom CH3SO2O–R, skraćeno MsO–R, gde je R organski supstituent. Mezilat se smatra odlazećom grupom u reakcijama nukleofilne supstitucije.

## Priprema
Mezilati se generalno pripremaju tretiranjem alkohola i metansulfonil hlorida u prisustvu baze, kao što je trietilamin.

## Mezil
Mezil, skraćeno za metansulfonil ili CH3SO2 (Ms) je funkcionalna grupa srodna sa mezilatom. Na primer, metansulfonil hlorid se često naziva mezil hloridom. Dok su mezilati često podložni hidrolizi, mezilne grupe vezane za azot su veoma robustne u pogledu hidrolize. Ova funkcionalna grupa se javlja u mnogim lekovima, posebno u lekovima za srce (i.e. u “antiaritmicima”) kao sulfonamidna grupa. Primeri su sotalol, ibutilid, sematilid, dronedaron, dofetilid, E-4031 i bitopertin.

## Prirodna pojava
U uzorcima ledene kore sa jednog mesta na Antarktiku su nađene primese magnezijum metanesulfonat dodekahidrata. Ovaj materijal je sastojak minerala ernstburkita, koji je izuzetno redak.